# Er ist die rechte Freudensonn
Er ist die rechte Freudensonn ist ein Adventslied, dessen Text der dritten, zweiten und fünften Strophe des Liedes Macht hoch die Tür von Georg Weissel entnommen ist. Wie in der Vorlage klingen die drei Strophen an die Trinität an.
Die Melodie wurde 1955 von Paul Ernst Ruppel als dreistimmiger Kanon komponiert. Der Kanon leitet sich auch melodisch von Macht hoch die Tür ab: Die erste der drei Melodiezeilen zitiert die fünfte Melodiezeile von Macht hoch die Tür, die zweite folgt ihr in Terzparallele.
Im Evangelischen Gesangbuch ist der Kanon nach Macht hoch die Tür unter Nr. 2 zu finden. Die Rechte liegen beim Verlag Singende Gemeinde, Wuppertal. Das Lied wird von der Arbeitsgemeinschaft für ökumenisches Liedgut als ökumenisches Lied eingestuft, obwohl es bislang nicht im katholischen Gotteslob verzeichnet ist.

## Text
1. Er ist die rechte Freudensonn,

bringt mit sich lauter Freud und Wonn.

Gelobet sei mein Gott!

2. All unsre Not zum End er bringt,

derhalben jauchzt, mit Freuden singt:

Gelobet sei mein Gott!

3. Dein Heilger Geist uns führ und leit

den Weg zur ewgen Seligkeit.

Gelobet sei mein Gott!